# Enric Isidre Canela i Campos
Enric Isidre Canela i Campos (Barcelona, 3 de desembre de 1949) és un químic català, professor i catedràtic de bioquímica i biologia molecular de la Universitat de Barcelona. És també activista del moviment independentista català, com a col·laborador de diverses entitats.
Llicenciat i doctorat en Química el 1972 i 1976, respectivament, per la Universitat de Barcelona, especialitzat en bioquímica i professor d'aquest centre des des de 1974. El 1991 va esdevenir catedràtic de bioquímica i biologia molecular. El seu tema de recerca és la neurobiologia molecular i la bioquímica teòrica, sobretot aplicada en el camp de la nutrició. Ha estat president de l'Associació Àgora de Nutrició i Salut i és expert també en els anomenats nutracèutics, aliments funcional o alicaments. Ha escrit diversos articles acadèmics sobre la temàtica i ha assessorat a empreses i institucions al respecte.
Activista del moviment independentista català, és membre de Plataforma per la Sobirania, col·laborador del Centre d'Estudis Sobiranistes, a més de promotor del manifest de suport Suma Independència i cofundador de l'Assemblea Nacional Catalana el 2008. El mateix any va ser un dels promotors de Deu Mil a Brussel·les, que va fer possible la manifestació del 7 de març de 2009 a Brussel·les reclamant la independència de Catalunya.
Va militar a Convergència Democràtica de Catalunya des de l'any 1984 fins a 2009, on va ocupar diversos càrrecs dels òrgans directius, habitualment lligats a la universitat i a la recerca, tant dels de governs de Catalunya, com en àmbit espanyol. El 2009 va abandonar Convergència perquè el partit no va votar a favor d'admetre a tràmit la Iniciativa Legislativa Popular per convocar un referèndum d'autodeterminació el 2010.